# Saravane (thị xã)
Thành phố Salavan (ສາ ລະ ວັນ) là thủ phủ của tỉnh Salavan ở miền nam Lào. Cách Pakse 125 km đường bộ trên một con đường đã mở một phần, nó nằm trong một phần cô lập nhất của Lào. 
Salavan nằm trong khu vực cực nam của Lào, một trong những vùng cô lập nhất của đất nước. Thành phố này nằm trong một khu vực rừng rậm đã có những bước phát triển bên ngoài thành phố. Hàng chục làng dân tộc thiểu số của các bộ lạc khác nhau như Hmong được nằm xung quanh Salavang.
Salavan bị ảnh hưởng bởi Loum Lào, Lào vùng đất thấp hình thành nên phần lớn dân số của thành phố và quốc gia, cũng như những dân tộc miền núi và các nền văn hóa thuộc địa cũ của Pháp. Salavan đang bắt đầu trở thành một điểm đến phổ biến cho du khách ba lô du lịch ở Đông Dương và có một cảm giác như "thị trấn biên giới" vì hiếm có các khu định cư bên ngoài thành phố. Salavan được biết đến với phiên bản của điệu nhảy Lào, đã lan rộng khắp quốc gia. Ngôn ngữ Lào là ngôn ngữ nói nhất trong thành phố, mặc dù một số người Hmong nói tiếng Hmong. Pháp cũng nói một dân tộc thiểu số, một di sản của chế độ thực dân Pháp.